# Thorbjørn Svenssen
Thorbjørn Svenssen, född 22 april 1924, död 8 januari 2011, var en norsk fotbollsspelare som hade rekordet för flest landslagsmatcher för det norska landslaget, innan han under 2012 blev passerad av John Arne Riise. Han spelade sammanlagt 104 landskamper varav 93 som lagkapten.